# Cephalodella psammophila
Cephalodella psammophila is een raderdiertjessoort uit de familie Notommatidae. De wetenschappelijke naam van deze soort is voor het eerst geldig gepubliceerd in 1962 door Koch-Althaus.